# معسكر النصر (العراق)
معسكر النصر (بالإنجليزية: Camp Victory، كامب فيكتوري) كان المكون الأساسي لمجمع قاعدة النصر (VBC) لقوات الاحتلال الأمريكي للعراق، المعسكر في المنطقة المحيطة بمطار بغداد الدولي. كان قصر الفاو الذي كان بمثابة المقر الرئيسي للفيلق متعدد الجنسيات في العراق (ولاحقًا قوات الولايات المتحدة في العراق حتى تم تسليمه إلى حكومة العراق في 1 كانون الأول/ديسمبر 2011)، يقع في معسكر نصر على بعد حوالي 5 كيلومترات من مطار بغداد الدولي.
المعسكرات الأخرى التي شكلت مجمع قاعدة النصر لاحقا هي: معسكر ليبرتي (المعروف سابقًا باسم كامب فيكتوري نورث) و معسكر سترايكر و معسكر سلاير. في 1 كانون الأول/ديسمبر 2011 تم تسليم معسكر النصر بموجب اتفاق مع الحكومة العراقية في عام 2008 من قبل الولايات المتحدة إلى العراقيين.
تم تسميته على اسم V Corps ، المعروف أيضًا باسم Victory Corps، من هايدلبرغ، ألمانيا. بدأوا في احتلال المنطقة في نيسان/أبريل 2003. كان لدى معسكر النصر العديد من مناطق الدعم المعيشي مثل قرية الحرية.

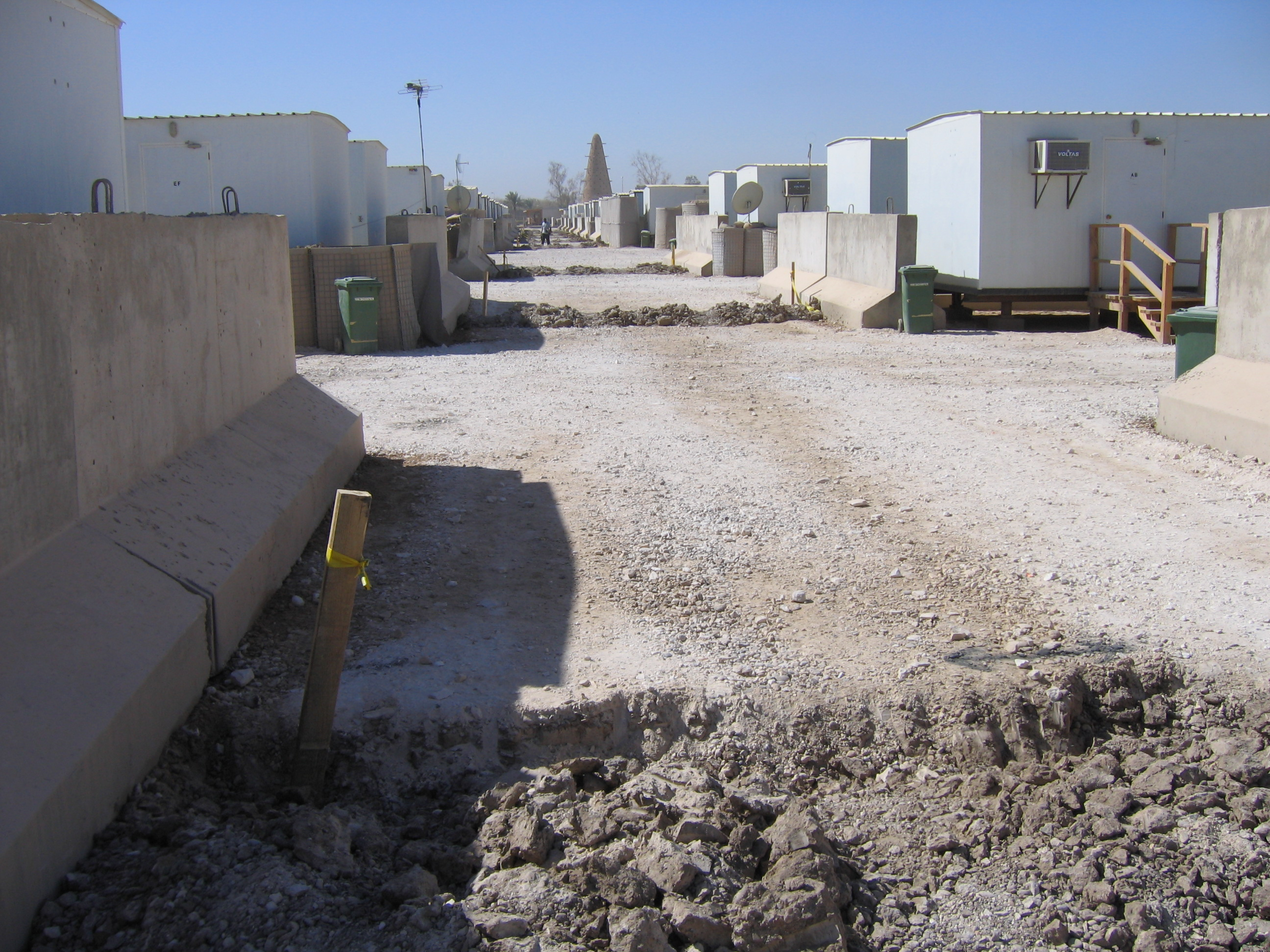
مقطورات دودج سيتي نورث. الهيكل الطويل البعيد هو منزل خفاش من عهد صدام.

## الروح المعنوية والرفاهية والترفيه

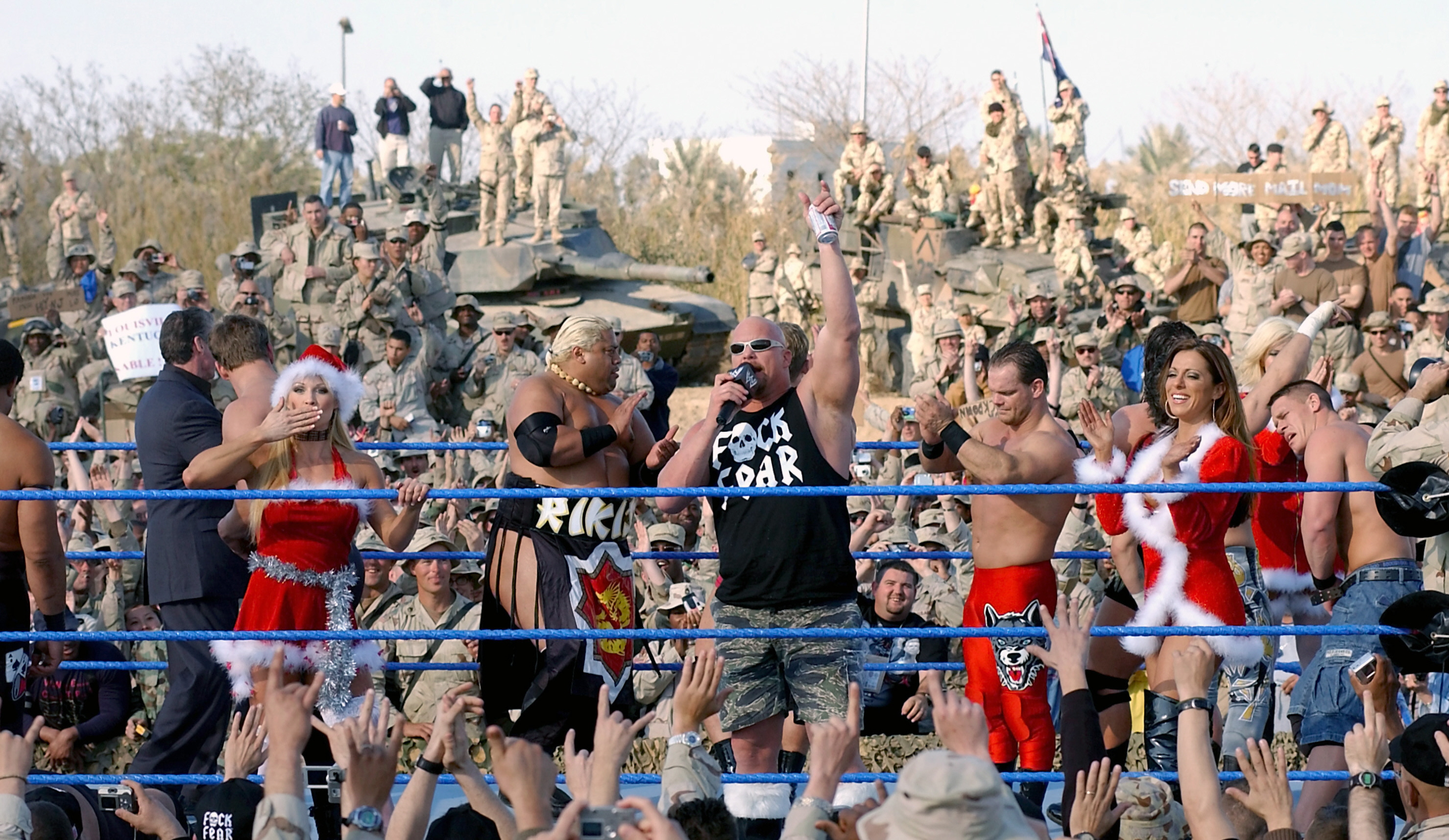
نجوم WWE مثل داون ماري في مباراة مصارعة ترفيهية لجنود الاحتلال الأمريكي في مقر سلطة الائتلاف المؤقتة، معسكر النصر، في بغداد، العراق، 2003م

كان المعسكر أيضًا محطّاً مشتركاً لجولات منظمات الخمة المتحدةUSO، بما في ذلك الترفيه مثل حضرو المغنيين مثل تشارلي دانيلز، أو ستيفن كولبير، ولاعبي اتحاد كرة القدم الأميركي. كان لدى المعسكر صالة رياضية مجهزة تجهيزًا جيدًا، وكان يستخدمها دائمًا العديد من القوات الموجودة في الموقع. كان هناك مبنيان للروح المعنوية والرعاية والاستجمام (MWR) في المعسكر، أحدهما بالقرب من المبنى 51F والآخر بالقرب من دودج سيتي. لقد توفر في معسكر خدمة إنترنت مجانية وهواتف تجارية وأجهزة تلفاز ومعدات رياضية داخلية مثل كرة المنضدة والهوكي الهوائي. كان الوصول إلى الإنترنت متاحًا أيضًا في المساكن على البريد لجنود الاحتلال بمعدل 65 دولارًا شهريًا، والذي قدمه Jackal Wireless، وهو مقاول خاص.
كان اتحاد المصارعة دبليو دبليو إي يقيم تكريماً سنوياً للقوات العسكرية المحتلة في القاعدة عدة مرات.